# Viloria (Alava)
Pour les articles homonymes, voir Viloria (homonymie).
Viloria en espagnol ou Biloria en basque est une commune ou une contrée appartenant à la municipalité d'Erriberagoitia dans la province d'Alava, située dans la Communauté autonome basque en Espagne.
Le hameau semble concentré, occupant la marge de la route, avec l'église dédiée à Santa Eulalia. Elle se compose d'une nef rectangulaire et elle est accessible par le portique en arc plein cintre au-dessus de la maison médiévale. La tour porte le corps de cloches remontée d'une pyramide de pierres de taille.
Dans son voisinage se situe le lac Kaizedo / Caicedo, enclave naturelle protégée, avec une importante flore et faune, qui est accessible par la route et en continuant vers Arreo, près des Salines d'Añana.